# Alicia Tyler
Alicia Tyler (Santa Bárbara, California; 8 de diciembre de 1985 - Victorville, California; 11 de agosto de 2013) fue una actriz pornográfica afroamericana estadounidense.

## Biografía
Tyler, nombre artístico de Danielle Nicole Porter, nació en la ciudad californiana de Santa Bárbara, capital del condado homónimo, en una familia de ascendencia afroamericana y puertorriqueña. Comenzó a trabajar como estríper en la industria del entretenimiento, pasando a ser actriz porno en el año 2006, a sus 20 años de edad.
Desde sus comienzos, trabajó en producciones de Evil Angel, Vivid, Hustler, New Sensations, Black Ice o Red Light District. Decidió retirarse en 2009, tras aparecer en más de 40 películas para dedicarse a cuidar de su hija, nacida ese año.
Algunas películas de su filmografía Booty Talk 73, Black on Black Crime 7, Biggest Blackest Orgies 2, Black Reign 10, Classy Sistas, Ebony Addiction 2, Freakaholics, Hustler's Hardcore Cuties o Sugarwalls.
El 11 de agosto de 2013 fue encontrada muerta en su casa, en la localidad californiana de Victorville. Aunque las primeras hipótesis sobre la causa de su muerte se achacaron al alcohol o las drogas, los problemas intestinales de Tyler, que sufría también de asma, fueron los que le provocaron una crisis que acabó finalmente con su vida.